# Ravine la Plaine
Ne doit pas être confondu avec Bras de la Plaine.
La ravine la Plaine est un cours d'eau de l'île de La Réunion, département et région d'outre-mer français dans l'océan Indien. Elle prend sa source dans les Hauts de la commune de Saint-Paul, au sein du parc national de La Réunion, puis suit un cours de 14,9 km d'abord orienté vers le nord-ouest puis le sud-ouest avant de finalement se jeter dans l'étang de Saint-Paul non loin de l'embouchure de celui-ci dans la baie de Saint-Paul.